# Lossinia lissetskii
La lossinia (Lossinia lissetskii) è un organismo estinto, appartenente alla fauna di Ediacara. Visse nell'Ediacarano (circa 550 - 560 milioni di anni fa) e i suoi resti fossili sono stati ritrovati in Russia.

## Descrizione
I piccoli fossili a forma oblunga di questi organismi variano in lunghezza dai 3,2 agli 8,4 millimetri, e in larghezza da 1,8 a 4,7 millimetri. Il corpo è suddiviso in una distinta regione della testa, sagomata a semicerchio, e in una regione del tronco, segmentata e allungata. Tutta la testa e la parte centrale assiale del tronco sono coperte da una vasta decorazione di piccoli tubercoli. Questi tubercoli nascondono il tipo di segmentazione del corpo nei pressi della zona assiale, ma molto probabilmente si tratta di isomeri, come in altri organismi simili (ad esempio Dickinsonia). Il capo distinto coperto da tubercoli è tipico dei piccoli Proarticulata, come Onega e Archaeaspinus, e non è segmentato e completamente coperto da tubercoli come in Armillifera. 

## Ritrovamenti e classificazione
I fossili di Lossinia sono conosciuti dai depositi delle formazioni Verkhovka e Yorga della zona del Mar Bianco, nella regione di Arcangelo, in Russia. Lossinia, descritto per la prima volta nel 2007, sembrerebbe un rappresentante dei Proarticulata, un gruppo enigmatico di organismi vissuti nell'Ediacarano, forse ancestrali agli anellidi o agli artropodi.
Il nome generico si riferisce al Losinoe Bog, nei pressi della località Zimnii Bereg (Costa d'inverno) del Mar Bianco nella regione di Arcangelo, Russia, dove si trovano i fossili. Il nome specifico onora il custode del faro Zimnegorskiy, Valery S. Lisetskii.